# المسرح الأثري (القصرين)
```
المسرح الاثرية بالقصرين 
 هو معلم أثري 
تونسي
 مصنف من قبل 
المعهد الوطني للتراث
 يقع في 
ولاية القصرين
 في الوسط الغربي التونسي، تحديدا في مدينة القصرين تم تصنيف المعلم في يوم 26 جانفي 1893.
[
2
]
```

## مقالات ذات صلة
- قائمة المعالم الأثرية المصنفة في تونس